# Metromenus cuneipennis
Metromenus cuneipennis är en skalbaggsart som först beskrevs av Blackburn 1877.  Metromenus cuneipennis ingår i släktet Metromenus och familjen jordlöpare. Inga underarter finns listade i Catalogue of Life.